# Улица Достоевского (Воронеж)
Улица Достоевского — улица в историческом центре Воронежа (Центральный район). Проходит от Набережной Массалитинова до улицы Сакко и Ванцетти. Протяжённость улицы около 570 метров.

## История
Прошла по дну старого оврага под Алексеевским Акатовым монастырём, первоначальное название — Кручининская (Кручиновка), возможно, и по фамилии местных домовладельцев.
Современное название, с 1928 года, в честь великого русского писателя Фёдора Михайловича Достоевского (1821—1881). На выходящем на улицу фасаде д. 7А (по улице Каляева) имеются цитаты из Достоевского
В 2023 году значительную часть нечётной стороны улицы занял новый корпус городского онкологического диспансера. При проведении земляных работ при его строительстве была обнаружена старая канализация, арки подпорных стен из кирпича XVIII века, а также фрагменты керамики бронзового века (III тысячелетие до н. э.)

## Галерея

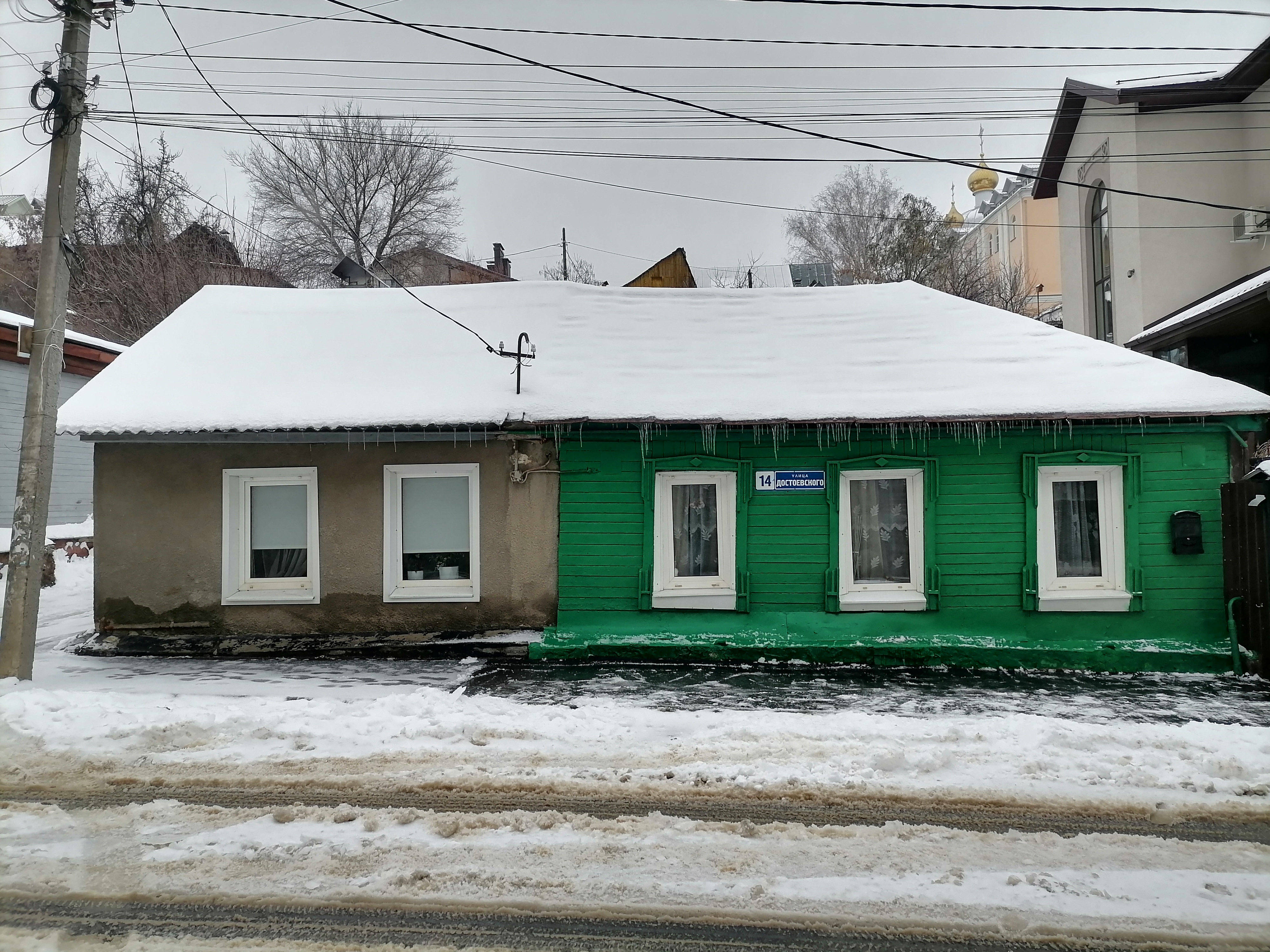
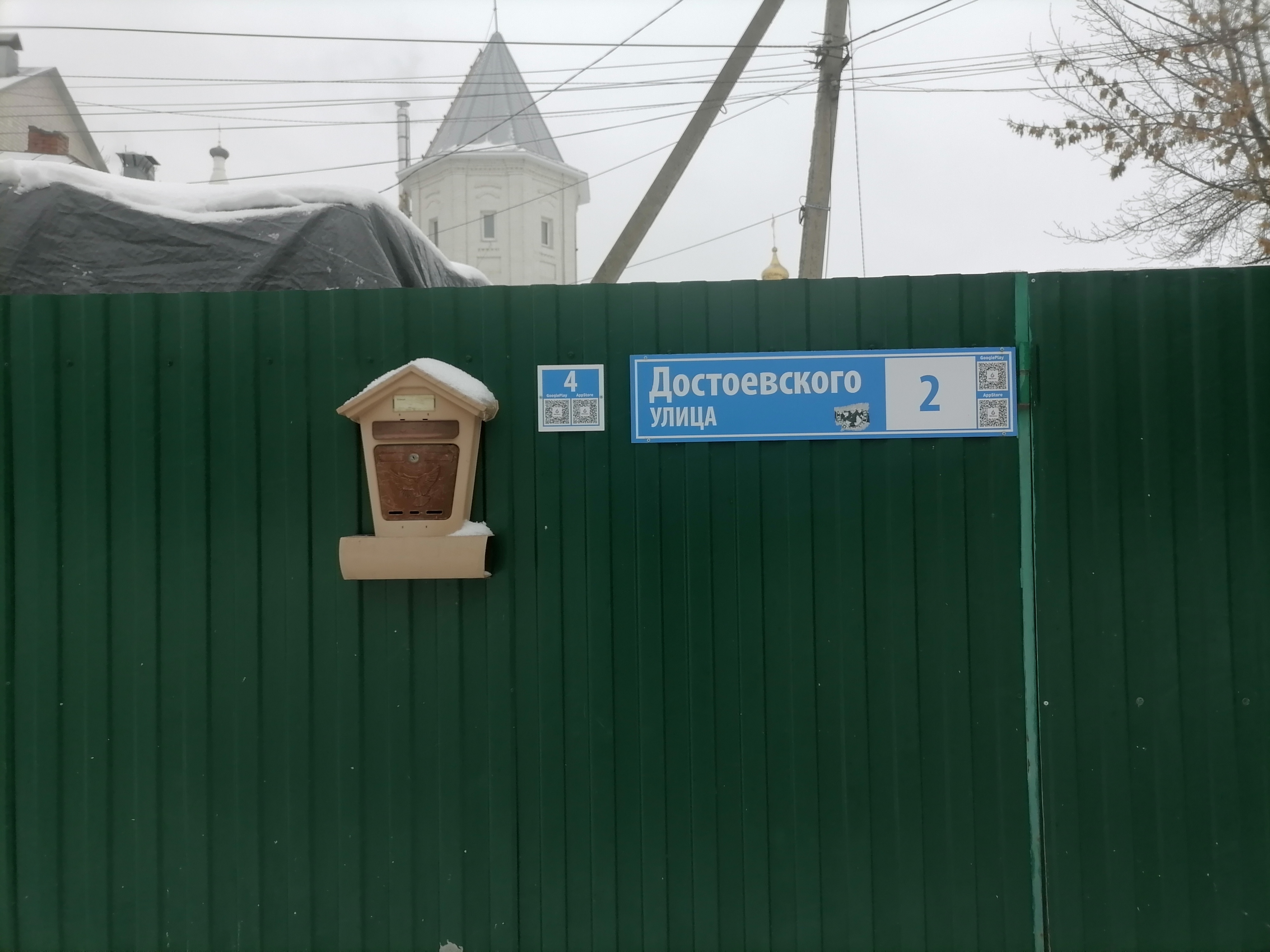
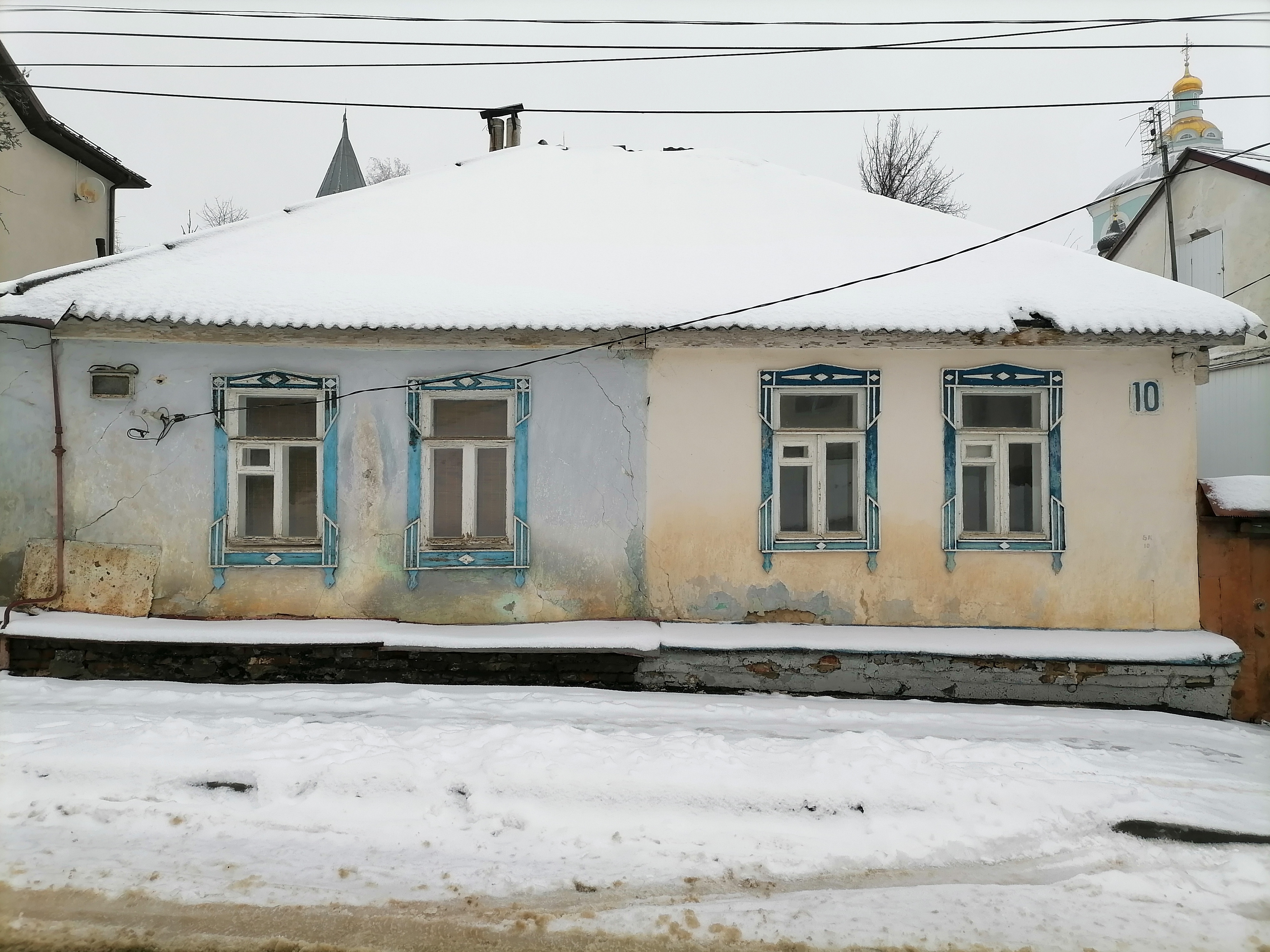

## Достопримечательности
Производственный корпус